# Gare de Château-Gaillard
La gare de Château-Gaillard est une halte ferroviaire française de la ligne de Paris-Austerlitz à Bordeaux-Saint-Jean, située sur le territoire de la commune de Santilly, au lieu-dit Château-Gaillard, dans le département d'Eure-et-Loir, en région Centre-Val de Loire.
C'est une halte de la Société nationale des chemins de fer français (SNCF) desservie par les trains du réseau TER Centre-Val de Loire.

## Situation ferroviaire
Établie à 129 m d'altitude, la gare de Château-Gaillard est située au point kilométrique (PK) 94,447 de la ligne de Paris-Austerlitz à Bordeaux-Saint-Jean, entre les gares de Toury et Artenay.

## Histoire
La gare est ouverte le 30 avril 1855.

### Fréquentation
Selon les estimations de la SNCF, la fréquentation annuelle de la gare figure dans le tableau ci-dessous.
| Année               | 2015  | 2016  | 2017  | 2018  | 2019  | 2020  | 2021  | 2022  | 2023  |
| ------------------- | ----- | ----- | ----- | ----- | ----- | ----- | ----- | ----- | ----- |
| Nombre de voyageurs | 3 856 | 4 606 | 4 982 | 3 358 | 3 720 | 3 302 | 5 504 | 7 509 | 5 363 |

## Service des voyageurs

### Accueil
Elle est équipée d'un quai central et d'un quai latéral qui sont encadrés par trois voies. Le changement de quai se fait par le passage sur un pont routier, situé à proximité. De plus, elle dispose aussi de panneaux d'informations et d'abris de quais.
C'est un point d'arrêt non géré (PANG).

### Desserte
La gare est desservie par des trains du réseau TER Centre-Val de Loire (ligne Paris - Orléans), à raison de quatre allers et six retours. Les trajets sont assurés par des rames tractées. Le temps de trajet est d'environ 1 heure 8 minutes depuis Paris-Austerlitz et 30 minutes depuis Orléans.